# Chasmanthe bicolor
Chasmanthe bicolor es una especie herbácea y perenne perteneciente a la familia de las iridáceas. Es una planta ornamental de origen sudafricano.

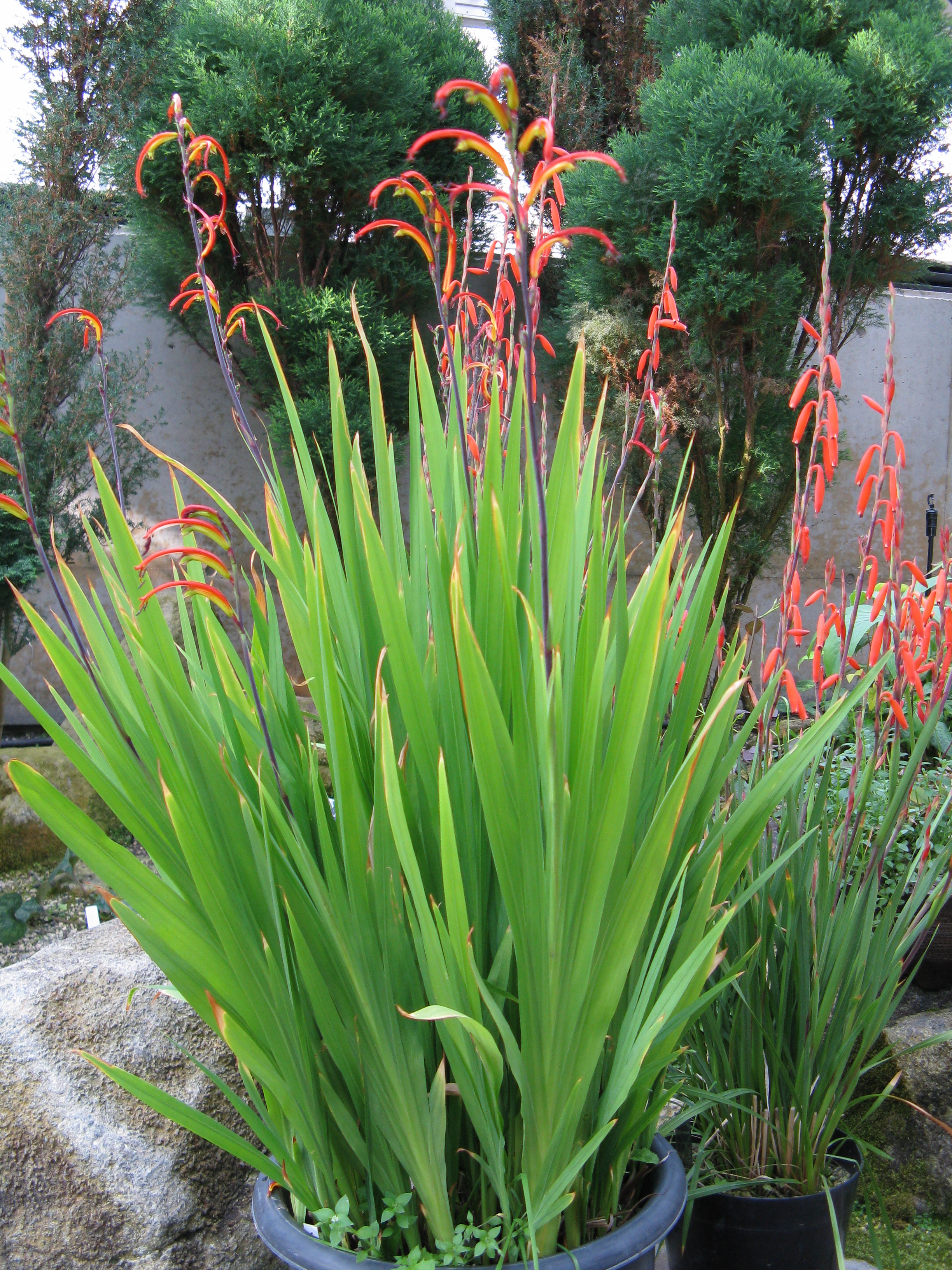
Vista de la planta

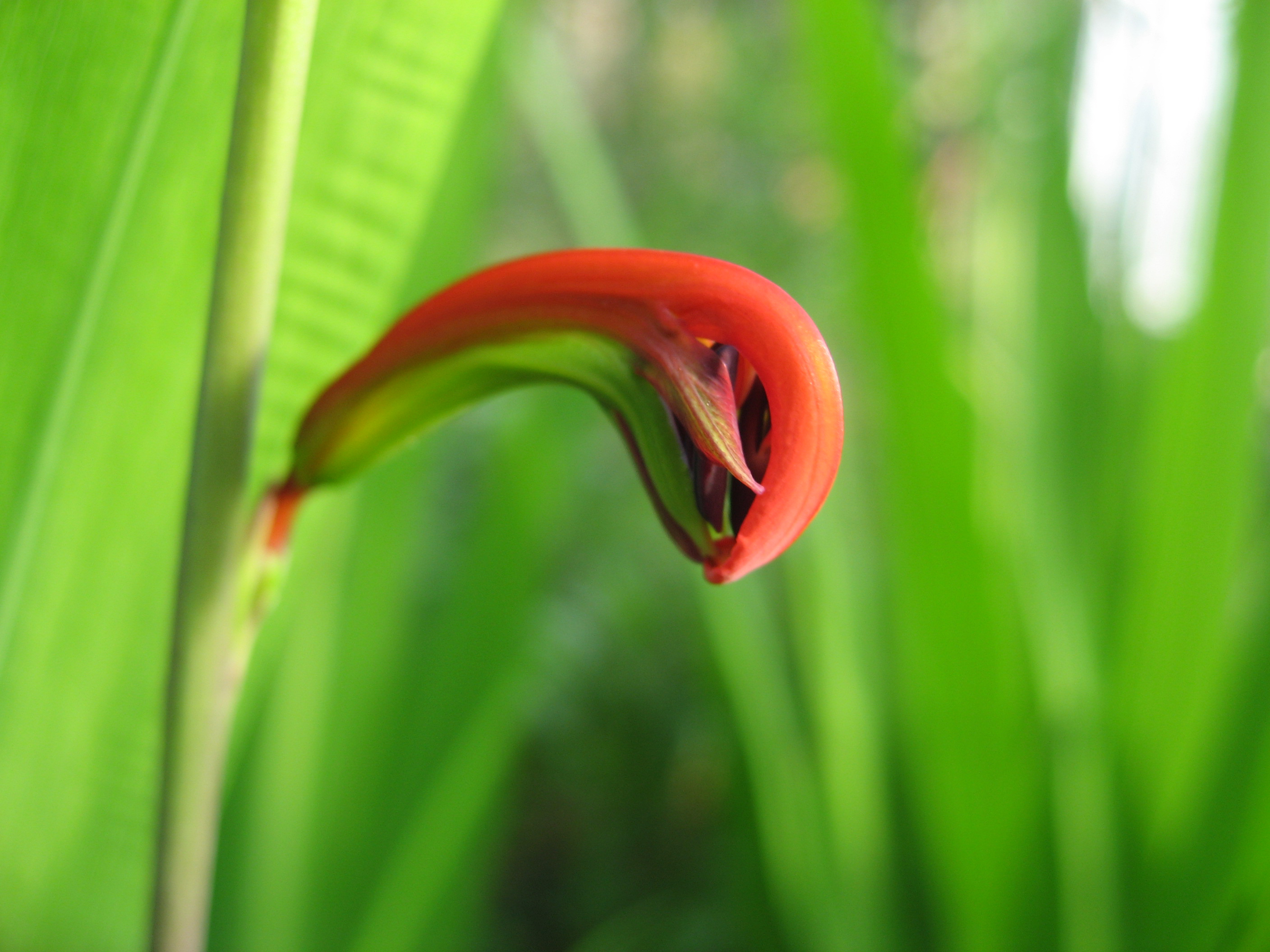
Flor

## Descripción
Ch. bicolor es una planta ornamental de origen sudafricano   endémica de la Provincia Occidental del Cabo. Tiene un pico erguido con flores rojas anaranjadas con  tépalos verdes laterales y un tubo amarillo. Las flores se enfrentan a dos lados. Alcanza un tamaño de hasta  70-90 cm de altura Y florece en pleno invierno hasta principios de primavera.

## Taxonomía
Chasmanthe bicolor fue descrita por (Gasp.) N.E.Br. y publicado en Transactions of the Royal Society of South Africa 20: 273. 1932.
Etimología
Chasmanthe: nombre genérico que procede del griego chasme, que significa abierto, partido y anthos, que significa flor, haciendo referencia a los tépalos incisos o partidos.
bicolor: epíteto latino que significa "de dos colores". 
Sinonimia
- Antholyza aethiopica var. bicolor (Gasp.) Baker
- Antholyza aethiopica var. minor Lindl.
- Antholyza bicolor Gasp.
- Antholyza bicolor Gasp. ex Vis.
- Antholyza bicolor Gasp. ex Ten.
- Petamenes bicolor (Gasp.) E.Phillips
- Petamenes bicolor Phillips[2][3]